# Verebély
Verebély (szlovákul Vráble) város Szlovákiában, a Nyitrai kerületben, a Nyitrai járásban. Aha és Nemesdicske tartozik hozzá.

## Fekvése
Nyitrától 18 km-re délkeletre, a Zsitva völgyében fekszik.

## Élővilága
A Zsitva korábban elöntötte a környező réteket, termékennyé téve azokat. Verebélynél azonban mocsaras rétek is kialakultak még a 19. század során is.
Nécsey István kutatásainak köszönhetően 421 lepkefaj vált ismertté Verebély környékéről: többek között a pompás törpearaszoló (Eupithecia extremata), a farkasalmalepke (Zerynthia polyxena), a kardoslepke (Iphiclides podalirius) és a kis apollólepke (Parnassius mnemosyne). A lévai Barsi múzeumban lévő hagyatékában megtalálható egy monográfiatervének 629 rajza is. A környék rovarvilágáról további adatok is ismertek.
1953-tól az ecetgyár kéményén volt gólyafészek, azt azonban 2010-ben eltávolították. 2011-re új alátétet helyeztek el a városháza tetején, melyben azonban nem volt költés. A gólyák minden évben a közeli, újonnan épített fészkükben költenek. Ezt is alátétre helyezték. 2023-ban 2 gólyafiókát számoltak össze. 2024-ben újabb fészkek épültek, de csak a városközpontban volt költés 2 fiókával.

## Elnevezése
A település neve puszta személynévből keletkezett magyar névadással. Az alapjául szolgáló személynév szláv eredetű. Első fennmaradt írásos említése 1265-ben Aha hatájárásában történt "Aha" és "Verebeb" formában. Nemesdicske helynév a Dics vagy Décs személynévből képződhetett, amely a Géza névvel rokon. 1358-ban "de Dichke" alakban az itt birtokos nemesi család neve maradt fenn legkorább az írott forrásokban.
Az első magyar hivatalos formáját 1906-ban szabályozták Verebély formában, de már azelőtt is így használták. Mivel Nemesdicske a Zsitva jobb partján fekszik, ezért Nyitra vármegyéhez tartozott s így a Nemesdicske hivatalos formát csak 1911-ben hirdették ki, korábban a Dicske alakot használták. Az első bécsi döntést követően ismét ezt a hivatalos magyar formát használták. Aha és Nemesdicske hivatalos magyar neve is visszaállt. A második világháború után Csehszlovákiában a jogfosztások ideje alatt a magyar nyelv használatát előbb betiltották, majd korlátozták.
Mivel a jelenlegi település Verebély, Aha és Nemesdicske 1975-ös egyesítéséből áll, ezért értelemszerűen az egyesült településnek nincs hivatalos magyar névalakja. Az elmúlt évtizedekben magyarságának száma drasztikusan lecsökkent.
A szlovák jogrend értelmében a településeknek vagy azok részeinek ma is csak egy hivatalos szlovák neve van, tehát a magyar helységnévhasználat a kormányrendeletek mellékletei ellenére nem minősülnek hivatalos magyar helynévnek, de az 534/2011 sz. szlovák kormányrendeletének melléklete, illetve előzményei amúgy sem érintik (Aha pedig csupán településrész). Megjegyzendő, hogy a kisebbségi kormánybiztos hivatala által összeállított lista azonban nem veszi figyelembe még a szlovákiai azonos magyar névalakokat sem, mint ahogy a lista szlovák politikai befolyásoltsága is egyértelmű.

## Története
A város területén az első régészeti felméréseket Nécsey József végezte, gyűjteményeinek egy része a lévai múzeumban találhatóak, de a pontos lelőhelyek nem minden esetben azonosíthatóak. Štefan Janšák is végzett terepbejárást a város kataszterében. A régészeti leletek tanúsága szerint területén már az újkőkorban is éltek emberek. A leletek a vonaldíszes kerámia kultúrája településére utalnak. A korai bronzkorban a hatvani és a hévmagyarádi kultúra erődített települései álltak itt. A hallstatt és latén korokból főként temetkezések kerültek elő. A 2. és a 4. század között germán település lehetett a területén. Jozef Bátora koraközépkori (6-8. század) kerámiatöredékeket tartalmazó objektumot tárt fel a Kavicsbánya területén, a Sirocsina-patak bal oldalán. A lévai úton 1982-ben Darina Bialeková, Ondrej Ožďáni és Rudolf Kujovský 9. századi temetőrészletet tárt fel. A Templom utcában Monika Kopčeková és Mário Bielich 2016-ban 12-13. századi és újkori településréteget dokumentált. A ma álló templom felújítási munkálatai során végzett régészeti feltárás Árpád-kori és újkori temetkezéseket és leleteket is napvilágra hozott. A temetkező hely már a 11. században is használatban lehetett. Földvár (Fidvár) részen, 1967-ben Anton Točík végzett ásatást, melynek során őskori rétegek mellett 11-12. századi településnyomokat is talált, ez azonban közöletlen maradt. Munkács (Munkád) részen 1967-ben Alojz Habovštiak és Karol Sedlák 12–13. századi település nyomait tárták fel.
A mai település első fennmaradt írásos említése 1265-ben Aha hatájárásában történt „Verebeb” néven. 1274-ben Harsány határjárásában „Werebel” alakban említik. 1294-ben már vásáros helyként említik, amely a 13. században az esztergomi érsekséghez tartozott.
Csák Máté hadai valószínűleg az érsek ezen birtokán is hatalmaskodhattak (vö. Kalász). 1346-ban említik először plébánosát.
1403-ban Zsigmond magyar király több más faluval együtt mint az esztergomi érsekség birtokait a lázadások miatt lefoglalta. 1424-től a verebélyi és szentgyörgyi érseki szék székhelye.[forrás?] 1424-ben az érsek officiálisainak vezetésével a verebélyi jobbágyok hatalmaskodtak Zsitvaújfalun, amiért a Forgáchok a vármegye elé idézték őket. 1426-ban bizonyos ügyben Verebély, Nagyheresztény és Aranyosmarót vásárain kikiáltással idézték meg az alpereseket. 1448-ban Dénes esztergomi érsek a husziták által Verebélyen, Dicskén, Cétényben és Nemespannon okozott károkra panaszkodott, mivel a husziták feldúlták egyházait és emiatt kérte a király segítségét. 1481-ben már vámhelyként említik. 1488-tól az érsekségnek vámszedőhelye működött itt.[forrás?] 1493-ban Dénes volt a város plébánosa. 1494-ben a Forgách család Dusnok szőlőhegyen hatalmaskodott. 1507-ben elengedték a mezőváros kilencedét, hogy a pusztításból újraépülhessen. 1530-ban Aranyosmarótot, Csiffárt és Verebély elpusztította a török. 1534-ben 36 portája adózott. 1534-ben már mezővárosként (oppidum) szerepel. 1564-ben a lévai és kistapolcsányi járás a török hódoltsághoz tartozott. Ekkor Verebélyen 2,5 portát Venece vicuson 39 portát írtak össze. 1569-ben 47 jobbágytelke adózott összesen 19 forint 74 dénárt Szent András ünnepnapján. 1570 áprilisában is összeírták az uradalmi borkészletet. Még ugyanebben az évben az esztergomi szandzsák defterében is szerepel 50 házzal és két malommal. 1571-ben 70,5 lakott, 20 lakatlan, 9 szabados és további 60 elpusztult (?) részt írtak össze. 1576-ban felmérték a jobbágyok életkörülményeit Naszvadon, Szőgyénben és Verebélyen. 1581-ben „kastély” építését tervezték, amit a török ellenzett. Lehet emiatt járt szeptemberben itt Ali aga török követ. 1582-ben Verebély, Cétény, Üzbég és Nyitraegerszeg lakói panaszkodtak Zeleméry László ellen. 1587-ben több lakost összeírtak, ezek szerint 40 egykor nemesi földet Verebély és Tild lakosai műveltek. 1590-ben az esztergomi érsekség üresedésekor a nyitrai püspök és főispán Fejérkövy István a király megbízásából eladományozza több érseki nemes családnak Kemefölde másképp Gyárfásfölde fele részét. 1591-ben kérést intéztek a kamarához. 1591-ben Fewry Lőrinc és Mátyás kértek királyi megerősítést helyi kúriarészük számára. Az esztergomi érsekség birtokán 1597-ben végeztek kárfelmérést. 1599-ben a bányavárosoktól visszafordulva Verebélynél tanyázott a portyázó oszmán (tatár) sereg, s a környéket elpusztították. A mezőváros erődje (temploma) szerepel Giovanni Jacobo Gasparini az 1590-es évek elején született végvárvonal térképén Berebel alakban.
1903–1904 körül egy 89 aranyérméből (V. László és II. Rudolf kora) álló pénzleletet találtak a szőlősökben. 1601-ben az érsek halálának évében is készült adóösszeírás, s ekkor a településen plébánia, iskola, 142 ház, valamint az érseki székhez tartozó 17 ház állt. 1602-ben Kasza (Nagy) János újvári lovaskapitányt nevezték ki a verebélyi officiolátus élére, majd miután megfosztották attól, 1603-ban ismét kinevezték. 1603-ban kérték tizedfizetési privilégiumuk megerősítését. 1605-ben a Verebélyt és az érsek birtokait ért sérelmeket vizsgálták.
Forgách Zsigmond 1611 júliusától szeptemberéig sikertelen hadjáratot vezetett Erdélybe Báthory Gábor erdélyi fejedelem ellen, melynek során sok barsi katona veszett oda, s valószínűsíthető, hogy a verebélyi szék katonái is részt vettek ebben. 1612-ben Siegfried Kollonich, aki ekkor épp internálva volt, Verebélyre küldött pénzt. Koháry Péter javaslatára 1613-ban változtattak a végvári vitézek állomásoztatási módján, így kerültek a lévai, nógrádi, váci és damasdi huszárok Bars és Verebély környékére. Még ugyanazon évben megerősítették állományukat Verebélyen is. 1614. április 13-án Koháry Péter arról értesíti a vármegyét, hogy az új pasa Báth, Verebély, Szebelin, Csejkő, Szőlős, Bars, Csiffár és Tild helységekre behódolási parancsot küldött. 1615-ben Ahmed tihaja írt a városnak. 1617-ben Amhat esztergomi bég megfenyegette a várost. 1617-ben a Szent Mihály-napi adóbecslése 11 forint, a Szent András-napi adóbecslés 14 forint volt. 1620 szeptemberében itt üdvözölte Bethlen Gábort Lipthay Imre Bars vármegye és Zerdahelyi Mihály Nyitra vármegye alispánja. Ugyanezen év decemberében Verebélyen gyűlt össze Bars vármegye törvényhozásilag megajánlott portális katonasága, mely csakhamar feloszlott. 1623-ban összeírták a végváriak létszámát, köztük a Verebély palánkjának is. 1624. szeptember 13-án reggel az esztergomi bég négyezer harcosa felégette, de a megerősített templom védői visszaverték a támadást. Egykori palánkvára 1624 és 1626 között épülhetett és a Zsitva folyó átkelőhelyét védte. 1626-ban állítólag a budai basa 8000 főnyi sereggel ostromolta, de az ostromot visszaverték. A várost azonban felégették. 1625–1627 körül 8 ember elrablását vállalták fel. Talán 1628-ban vagy előtte a török felégette és embereket rabolt el. 1630-ban a török pusztítások miatt a vármegye már csak a verebélyi palánk hadi állományának fenntartását vállalta. 1631-ben a Cétény vizének áradása miatt Verebélyen is hagytak némi hadat. 1633-ban többek között a verebélyi végváriak is Lévát és környékét zaklatták. 1636-ban Pálffy Pál a verebélyi palánkba is küldet posztót két szekérrel. 1641-ben a törökök mozgolódásának hatására erősítést kértek és Verebélyt (200 lovassal), Surányt, Szőgyént és más végvárakat erősítettek meg lovas csapatokkal. 1644. március végén a Pográny vidékét fosztogató török csapatokat az első vezekényi csatában szétverték, s a foglyokat Érsekújvár, Léva és Garamszentbenedek mellett Verebélyre is szállították. 1645 nyarán I. Rákóczi György erdélyi fejedelem Verebélyt is elfoglalta (Garamszentbenedek és más bányavárosok is behódoltak, Léva semlegessé lett). 1648-ből fennmaradt a bányavidéki főkapitány rendtartása. 1650-ben két havi zsoldot pénzben, három havit posztóban fizettek a végváriaknak, köztük a verebélyi helyőrségnek is. 1652-ben a német végváriak két havi zsoldját ruhában fizették ki, köztük a verebélyi helyőrségét is, ahol a Starhemberg-ezredből állomásoztak. A kifizetéshez további költségek járultak. A palánkkal megerősített földvár sarkain egy-egy olaszbástya állott, 1653-ban feldúlta a török. 1654 szeptemberében mustrát tartottak a végvárakban, köztük Verebélyen is. Az 1655/CII. törvény Léva és Verebély megerősítését szorgalmazta Bars vármegye erőforrásainak felhasználásával. 1656-ban Móré István egykori várkapitány török fogságban volt, kiváltására pénzt gyűjtöttek. 1656-ból fennmaradt az egyes végházak katonaságának létszáma is. 1657 őszén a verebélyi végváriak okoztak károkat Kovácsiban és Peszéren, majd pedig a keresztény hadak egy része Verebélyen telelt. 1658 márciusában hasonlóan mustrát tartottak, többek közt Verebélyen is. Verebély feladata a bányavárosok védelme volt, mivel a bányavárosi végvidéki katonasághoz tartoztak.
1653-ban és 1663-ban (Érsekújvár) a települést újra felégette a török. Palánkvárát már valószínűleg nem újították meg. Egy 1657-es feljegyzés pusztaként említi.[forrás?] 1658-ban és 1660 körül Esterházy Zsigmond volt a verebélyi kapitány. 1661-ben Wesselényi Ferenc magához rendeli. 1663-ban a törökök valószínűleg kirabolták, a tatár kán fia, Ahmed Geráj a kozákokkal együtt felégette, és Kösze Ali pasa szerdár számos más helységgel együtt hódoltatta. Ennek ellenére 1664-ben 190 fejadófizetője és 147 háztartása volt az újvári török defter szerint. Nagy szőlőtermesztő városként tartották számon. Ugyanezen év áprilisában egy felderítő török csapatot vertek szét. 1677-ben Kovacsóczy Mihály plébános panaszkodott Jaklin Balázs barsi főesperesnek a török által okozott szenvedésre.
1683 júniusában Thököly serege Verebély felé haladt, majd pedig a Kahlenbergi csata után Thököly Imre Cseklészről, Semptén át Léváig és tovább hátrált. Léva előtt Verebélyen is áthaladt, innen utasította levélben Szirmay Andrást a lévai vár megerősítésére. Táborában lehetett II. Rákóczi Ferenc is.
A 17. század közepétől egymás után alakultak meg céhei. 1652-ben a mészárosoké, 1696-ban a csizmadiáké, 1717-ben a szűcsöké. Az érsek halálakor, az 1685-ben készített összeírás alapján az uradalom alá tartozók a bárányokból tizedet adtak. Az újjáépítés és morva telepesek letelepítése már a 17. század 80-as éveiben elkezdődhetett.
1704-ben Sigbert Heister császári főparancsnok felmentette Érsekújvárt és a környező falvakat felégette, illetve Verebélyt fenyegette, mely vidékről a nép elmenekült. 1708 szeptember-októberében Heister serege Pálffyéval egyesült, majd itt táborozott mielőtt Léva és a bányavárosok ellen vonult volna. 1715-ben malma, kocsmája, 9 kézművese és 64 adózója volt. 1725-ben 8 „régi kúriát” is említenek, amelyek az egykor őket birtokló családokra utalnak: Vas, idősebb Újvári, Csifari, Totth Pál és János, Csekes, Cserebo, Hajnal és Ghylani. 1734-ben a város a Bars vármegyei missio Segneriana egyik állomása. 1739-ben itt húzódott a fertőzésmentes terület határa (1739-től pestisjárvány dúlt az országban).
1828-ban Verebély 156 házát 1094-en lakták. Jelentősek voltak vásárai, postaállomása és sókereskedelme volt. 1848-ban a nemzetőrségből Bars vármegyének 1500 személyt kellett volna kiállítania a délszláv fenyegetés ellen, ez azonban vezetői halogatás miatt sokáig csak önkéntes alapon működött. 1849 január elején Görgei feldunai hadtestének jobbszárnyát, az Aulich-hadosztályt Rétság-Nagyoroszi-Léva-Verebély vonalán rendelték haladni. 1849. január 11-én a Balthasar Simunich vezérőrnagy által kiküldött császári különítmény Verebélynél, az Aulich Lajos vezette hadosztályba ütközött. Március elején a verebélyi sóházból a császáriak nagyobb összeget Selmecre szállítottak, pár napra rá pedig Simonyi Ernő szabadcsapata 1500 pengőt zsákmányolt. Április 19-én a nagysallói csata napján egy huszár különítmény Verebélyen át Nyitra felé portyázott. 1849-ben a székházban szált meg Grabbe orosz hadtestének egyik hadosztálya, majd az épületet kórházzá alakították. 1859-ben leégett az iskola épülete is. A Nyitra-Léva vasútvonal verebélyi szakaszát már 1871-ben javasolta Viliam Pauliny-Tóth képviselő. Ugyanezt a vonalat támogatta Kazy János főispán is. 1880-ban az esőzések miatt gyengébb volt a szőlő- és más gyümölcstermés.

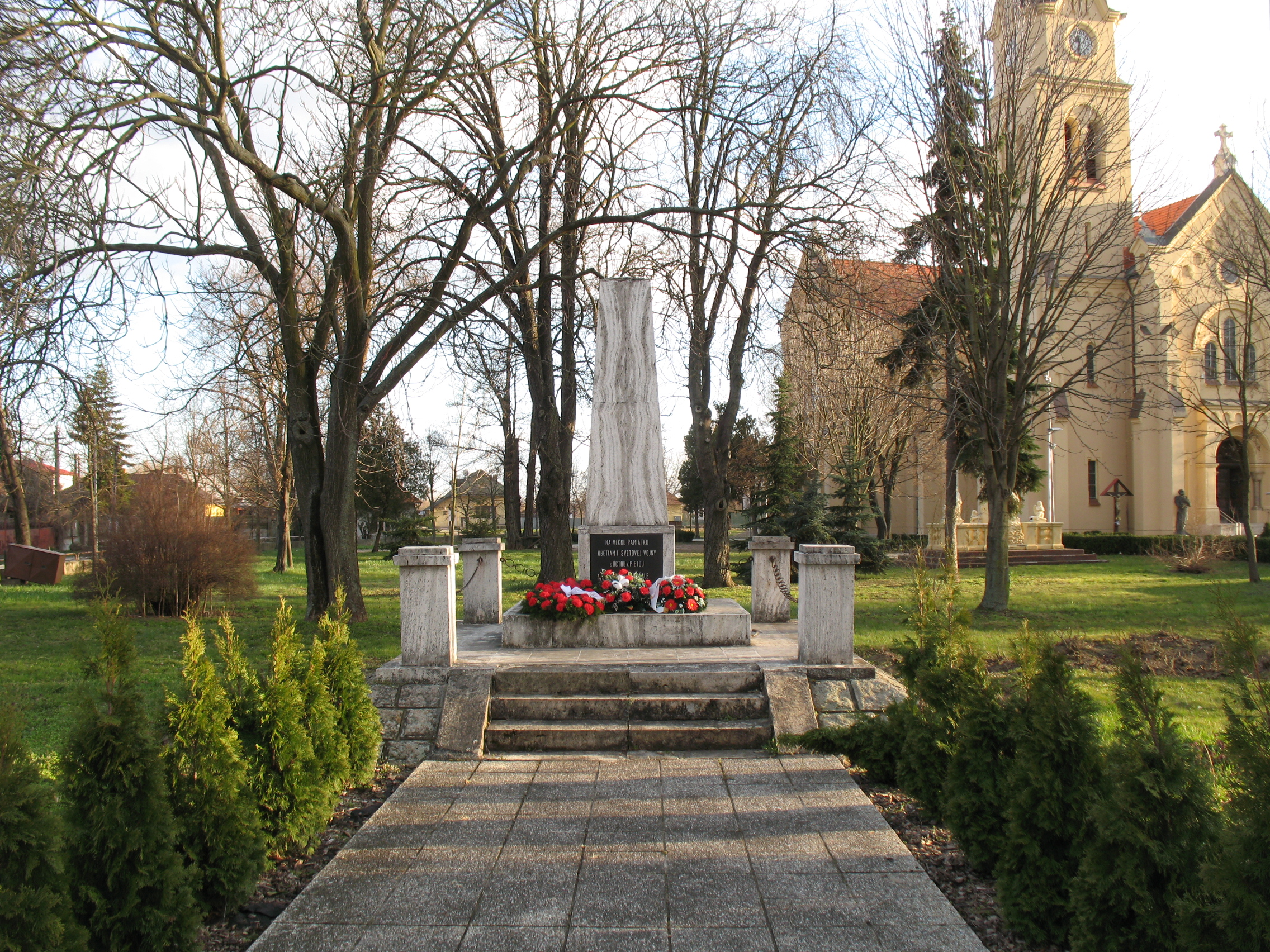
Világháborús emlékmű

1900-ban víztömegmérés történt a Zsitván. 1918 decemberében csehszlovák fennhatóság alá került az egész környék. 1919 júniusában a Magyarországi Tanácsköztársaság északi hadjárata során a front megközelítette és elérte a várost, a harcok előbb a városban majd a közelben, főként Csiffáron folytak. A hivatalnokokat nagyrészt evakuálták. Június 25-én fegyverszünet lépett életbe, majd a magyar csapatok visszavonultak, vonalaik összeomlottak. A trianoni békeszerződésig területe Bars vármegye Verebélyi járásának székhelye volt. 1920. december 17-én Verebélyre gyűltek össze a környék mezőgazdasági sztrájkolói, a karhatalom azonban még a gyűlés előtt letartóztatta a vezetőket és a gyülekező csoportokat felszámolta. A források szerint egy ember szúrt sebbel hunyt el, ketten pedig a sortűz áldozatai lettek. Ezen felül 20 sérült volt és 50 személyt letartóztattak. A második világháború után ez az esemény az ideológiai propaganda eszközévé vált. Előbb emléktábla, majd szobor emlékeztet rá.
Az első bécsi döntést követően megszakadt a Nyitra-Verebély közti autóbuszjárat. 1938 és 1945 között újra Magyarországhoz tartozott. Az "önálló" szlovák állam revíziós politikával válaszolt a területveszteségeire. 1940-ben a Salzburgi tárgyalásokon Tiso, Tuka és Mach delegációja memorandumot nyújtott át Hitlernek, amely tartalmazta Verebély-Surány vidékének Szlovákiához csatolásának szándékát és lakosságcsere megvalósítását. A (vissza)magyarosítási tervek ezen a környéken is új, ezúttal magyar kolonizációval számoltak, melyek azonban a második világháború előrehaladtával már nagyrészt nem valósultak meg. A szlovák párhuzamos osztályok a verebélyi iskolában megszűntek. 1942–1943-ban itt is jelentős tevékenységet fejtett ki a SzMKE helyi részlege. A szlovák ifjúság magyar hazafias nevelésére is törekedtek.
Verebély körülbelül 80-85 zsidó családját a szomszédos falvakból való zsidókkal együtt először a helyi gőzmalomba gyűjtötték össze, 1944. május 9-én. Öt-hat kivételezett családot a zsinagógában koncentráltak, de június 8-án őket is átvitték a malomba. Két nappal később a gettó egész lakosságát áttelepítették Lévára, ahol június 13-án megkezdődött a bevagonírozásuk. Június 15-éig elszállították őket Léváról. A francia ellenállásban egy verebélyi születésű személyről tudni. 1944 decemberében a szovjet 6. gárda-harckocsihadseregnek a 7. gárdahadsereg jobbszárnyával együttműködve Ipolyság körzetéből kiindulva – biztosítandó Budapest bekerítését célzó szovjet hadművelet jobbszárnyát – támadást kellett indítania Nyitra irányában és a Garamon átkelve december 25-28-ára elfoglalnia a Nyitra–Gimeskosztolány–Verebély vonalat. Ezen célok azonban akkor a német ellentámadás miatt nem valósultak meg. 1944 év végén valahol ebben a térségben vetették be az épp Szlovákiában állomásozó hírhedt Dirlewanger rohamdandárt is. Az utolsó német tervek szerint végrehajtott győztes Südwind hadművelet során felszámolták a szovjet Garam-hídfőállást, ám érzékeny veszteségeket szenvedtek. A „Feldherrnhalle” nehézpáncélos-osztály, mely a 4. páncélosezred alárendeltségébe került március 7-9. között Verebélyre települt át (több mint 15 bevethető Tiger B-vel rendelkeztek). Március 25-én megindult a szovjet offenzíva a Garam teljes vonalán, amit ellentámadásokkal és Verebély keleti szélén való védőállással március 27-ig tudtak feltartani, majd Nyitrára vonultak vissza. A harcokban elesett Fürlinger hadnagy. 1945 márciusában a Verebélyt védő erők heves harcok után Kalász irányába vonultak vissza a szovjetek elől.
Az ún. lakosságcsere egyezmény keretében a volt verebélyi járásból majdnem 2000 embert terveztek kitelepíteni Magyarországra.
Korábban Tesla erősítőket gyártottak a városban, majd autóalkatrészgyár létesült.
2010 júniusában árvíz sújtotta ipari parkját, mivel azt az egykori ártéren építették fel.
2019-ben is folytatták a város körüli kerékpárutak építését.

### Leírása monográfiákban
Vályi András szerint „VEREBÉLY. Magyar Mezőváros Bars Várm. földes Ura az Esztergomi Érsekség, lakosai katolikusok, fekszik Sz. Benedekhez 2 mértföldnyire; vagynak benne Kuriák is, mellyek között leg nevezetesebb C. Boronkay Uraságé, holott a’ F. Tsászárnak Pozsonyból Selymetzre lett útazásakor éjtszakai nyugodalma vala. Posta is van benne; földgye, és szőlőhegye termékeny, réttye, legelője elég van; borait könnyen, és jó áron helyben is eladhattyák, malma alkalmatos, vásárjai is esnek, fája kevés van.”
Fényes Elek szerint „Verebély, Bars m. magyar-tót m.v., Nyitra vmegye szélén, a Zsitva vize mellett, a posoni országutban: 1521 kath., 3 evang. lak. Fő helye ez a tőle neveztetett primatialis praedialista széknek, honnan a gyülések is ezelőtt itt szoktat tartatni. Van itt egy kath. paroch. templom, cs. k. sóház és postahivatal. Határa termékeny, és igen sikéres buzát terem; rétjei jók; marhatenyésztése nevezetes; bora középszerű, de fája kevés.”

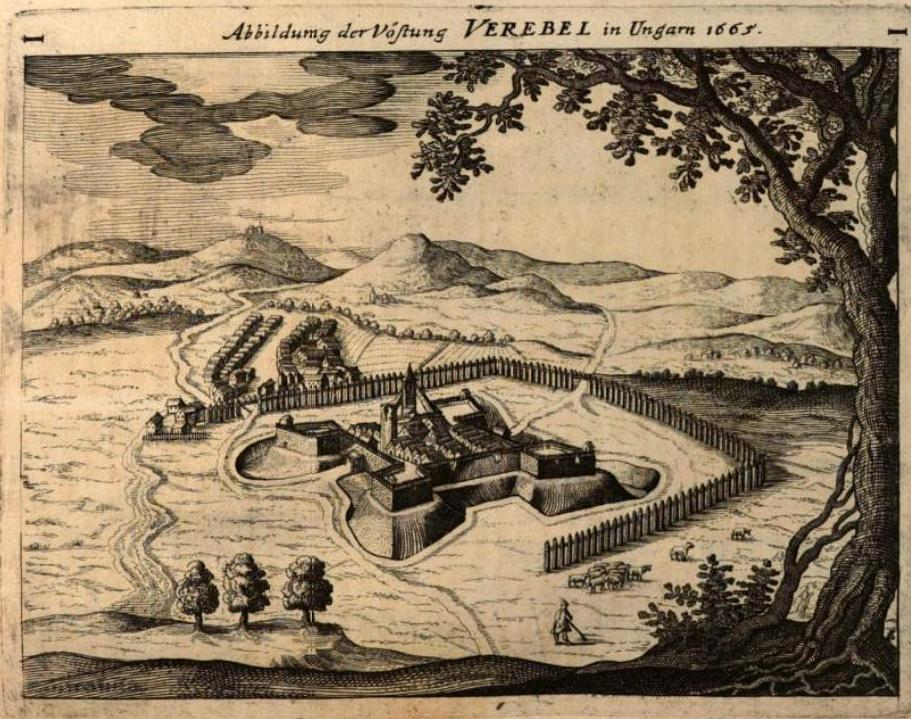
Verebély vára 1665-ben (újkori német metszet)

Bars vármegye monográfiája szerint „Verebély, földrajzi fekvésénél fogva a Zsitvavölgynek mintegy középpontját alkotja. Vásárjoggal bíró, igen élénk forgalmú, magyar és tót kisközség, 2484 túlnyomóan róm. kath. vallású lakossal. Mikor vette fel mai nevét: kideríteni nem lehet. Annyi azonban bizonyos, – mint ez, eme műnek őstörténelmi részében bizonyítva van, – hogy már a neolit- és barbár bronzkorban, tehát időtlen-idők előtt, ama földterületen, melyen a mai Verebély van, az ősember nemcsak tartózkodott, de állandóbban meg is telepedett, mint ezt a feltárt lelőhelyek, konyhahulladékok telepei, kő-, agyag- és csont-eszközkészítő s bronz-öntő műhelyek igazolják. Az 1876-ik évi nemzetközi őstörténelmi és embertani kongresszusra készült térképek mutatják azt is, hogy a népvándorlást közvetetlen megelőző korban itt már – védelmi czélra szolgáló – úgynevezett földvár is volt. Bátran állítható tehát, hogy a mai Verebély, Bars vármegye legrégibb őstelepei közé tartozik s a honfoglalás idején kétségen kívül már fennállott. A honfoglalás befejezése után a XIV. században Verebélytől Aranyos-Marótig és ennek környékén még kúnok laktak. E község 1353-ban egy határjárási levélben »Verebel in villam Morouth« körülírással van említve. Az esztergomi érsekség ősi birtoka és érseki uradalmainak székhelye; 1488-ban már érseki vámszedőhely és az érseki nemesség székhelye. 1530-ban Mehemet a községet teljesen elpusztította. 1620-ban itt értekezett Bethlen Gábor fejedelem Lipthay Imre követtel és Litassy István nyitrai várparancsnokkal a nyitrai vár átadása ügyében. 1626-ban a budai basa 8000 főnyi sereggel ostromolta, de Nadányi Miklós kapitány visszaverte. 1652-ben alakult meg a verebélyi mészáros czéh. 1653-ban a verebélyi várat a törökök folytonos becsapásai következtében megerősítik, de azért a törökök másodszor is elpusztítják úgy, hogy az 1657-iki összeírásban mint teljesen puszta hely szerepel; de csakhamar ismét megülték lakosai és újra felvirágzott. A vezekényi csata előtt itt gyülekeztek az Oszlány vidékét pusztító esztergomi törökök ellen a keresztény csapatok, melyek a lévai, semptei, érsek-újvári és verebélyi várak őrségeiből és Verebély és vidéke fölkelt nemességéből csoportosultak s a nagy prédával visszatérő törököket Nagy-Vezekénynél megsemmisítették. A csatában részt vett hat Eszterházyból elesett 4, kiknek tetemeit ide hozták s innen szállították nagy ünnepséggel a Nagy-Szombat melletti Moderdorfba. 1705 február hó végén II. Rákóczy Ferencz itt táborozott és ide hívta össze vezéreit hadi tanácsra. 1708 október havában Heister táborozott itt és innen indította seregeit Léva ellen. A verebélyi érseki uradalomnak a mult század elején 4223 lakosa volt. Ebben azonban Aha, Nagy-Czétény, Tild és Lédecz lakossága is benfoglaltatik. Ez volt a vármegye legrégibb postahelye, melynek kézbesítő kerülete Körmöczbányától, Aranyos-Maróton, Surányon és az érsek-újvári vonalon át egész Bajcs pusztáig terjedt.”

### Jelképei
Verebély mint az esztergomi érsekség birtoka, az érsekség patrónusát, Szent Adalbertet jelenítette meg pecsétjében. A legkorábbi ismert pecsétlenyomat a 16. századból származik (1569). Körirata: SIGIL OPPID VEREBILIEN. Ezen alak szerepel még a város 1939-es pecsétjében is. Közben a 19. század végén használatban volt két szöveges táblapecsét. A 20. század második felében új pecsétet kezdtek el használni fogaskerékkel, búzakalászokkal és csillagokkal. Ezt 1984-ben egy hibás értelmezés miatt három kalászra cserélték. 1989-től a heraldikailag helyes három kopjahegy (Szent Adalbert attribútuma) szerepel a pecsétben is.

## Népessége
| Év:            | 1994. | 2004.   | 2014.   | 2024.   |
| -------------- | ----- | ------- | ------- | ------- |
| Emberek száma: | 9653  | 9470    | 8804    | 8262    |
| Eltérés:       |       | -1,89 % | -7,03 % | -6,15 % |

| Év:            | 2023. | 2024.   |
| -------------- | ----- | ------- |
| Emberek száma: | 8323  | 8262    |
| Eltérés:       |       | -0,73 % |

A török korban még magyar faluként tartják számon, ezt követően azonban jelentős számú morva telepedett le itt. Elszlovákosodása a 18. század második felében erősödött fel. A városról kapta nevét a verebélyi magyar félsziget Nyitra vármegyében, mely azonban mára Nyitra-vidéki nyelvszigetté zsugorodott.
1880-ban 2022 lakosából 1143 magyar, 714 szlovák, 84 német anyanyelvű, 5 idegen és 76 csecsemő; ebből 1789 római katolikus, 201 zsidó, 13 evangélikus, 10 református és 9 egyéb vallású. Nemesdicskén 1880-ban 384 lakosából 244 magyar, 118 szlovák, 9 német anyanyelvű és 13 csecsemő; ebből 359 római katolikus és 25 zsidó vallású. Felsőahán 1880-ban 679 lakosából 569 magyar, 60 szlovák, 13 német anyanyelvű és 37 csecsemő; ebből 660 római katolikus, 15 zsidó, 2 evangélikus és 2 más vallású.
1890-ben 2270 lakosából 1368 magyar, 822 szlovák, 79 német és 1 egyéb anyanyelvű. Nemesdicskén 1890-ben 396 lakosából 253 magyar, 124 szlovák és 19 német anyanyelvű. Felsőahán 1890-ben 689 lakosából 663 magyar, 24 szlovák és 2 német anyanyelvű volt.
1900-ban 2484 lakosából 1577 magyar, 830 szlovák (?), 70 német és 7 egyéb anyanyelvű. Nemesdicskén 1900-ban 375 lakosából 241 magyar, 127 szlovák és 7 német anyanyelvű. Felsőahán 1900-ban 719 lakosából 680 magyar, 34 szlovák és 5 német anyanyelvű volt.
1910-ben 2845 lakosából 1522 magyar, 1236 szlovák, 76 német, 1 román és 10 egyéb anyanyelvű. Nemesdicskén 1910-ben 421 lakosából 249 magyar, 168 szlovák és 4 német anyanyelvű volt. 1910-ben Felsőaha 785 lakosa mind magyar anyanyelvű.
1919-ben 2795 lakosából 2007 csehszlovák, 690 magyar, 27 német és 71 más nemzetiségű volt. Nemesdicske 440 lakosából 309 magyar, 123 csehszlovák, 4 német és 4 más nemzetiségű.
1921-ben 2886 lakosából 2175 csehszlovák és 488 magyar. Nemesdicskét 291 magyar és 147 csehszlovák; Felsőahát 731 magyar és 102 csehszlovák lakta.
1930-ban 3347 lakosából 2931 csehszlovák és 140 magyar volt. Nemesdicskén 167 magyar és 327 csehszlovák; Felsőahán 737 magyar és 160 csehszlovák volt.
1941-ben 3342 lakosából 2025 magyar és 1224 szlovák. Nemesdicskét 292 magyar és 238 szlovák; Felsőahát 834 magyar és 2 szlovák lakta.
1970-ben 4638 lakosából 4500 szlovák, 100 magyar és 19 cseh volt.
1980-ban 7586 lakosából 6944 szlovák, 586 magyar és 44 cseh volt. (Aha és Nemesdicske 1975-től a város része)
1991-ben 9216 lakosából 8406 szlovák és 618 magyar volt.
2001-ben 9493 lakosából 8859 szlovák és 445 magyar volt.
2011-ben 8970 lakosából 8318 szlovák és 339 magyar volt.
2021-ben 8593 lakosából 7705 (+56) szlovák, 205 (+80) magyar, 10 (+5) cigány, 2 ruszin, 72 egyéb és 599 ismeretlen nemzetiségű volt.

## Neves személyek
- báró Nadányi Miklós vagy Nicolaus Nadany verebélyi predialista és várkapitány.
- Itt született Süttő Lőrinc (17. század) pálos szerzetes.[158]
- Itt született Pély Pál (?–1783) misszionárius, perjel.[159]
- Itt született 1832-ben Süteő Rudolf kuriai tanácselnök, bíró.
- Itt született 1835-ben Dillesz Sándor (1835–1907), az aranyosmaróti múzeum alapítója.
- Itt született 1863-ban Trubinyi János plébános, országgyűlési képviselő, az 1919-es vörös terror mártírja.
- Itt született 1867-ben Samassa János jogakadémiai tanár, országgyűlési képviselő.
- Itt született 1870-ben Nécsey István Bálint magyar festőművész, madár- és lepkeillusztrátor, amatőr entomológus és lepidopterológus.
- Itt született 1875-ben Ágoston Géza építész.
- Itt született 1878-ban Nécsey László a Szépművészeti Múzeum asszisztense, művészettörténész.
- Itt született 1883-ban Czobor Imre (Czibulya) főispán.
- Itt született 1887-ben Major István tanár, kommunista politikus, diplomata, magyarországi csehszlovák nagykövet. A Ľudový denník, Népszava, Szántó-Vető és a pozsonyi Pravda szerkesztője.
- Itt született 1903-ban Cserenyei Kaltenbach István szobrász, sportoló, atlétaedző.
- Itt született 1920-ban Viliam Záborský (1920–1982) színész, szavaló, egyetemi oktató, dékán, nemzeti művész
- Itt született 1956-ban Eva Gábrišová levéltáros.[160]
- Ahán született 1937-ben Jókai Mária néprajzkutató, pedagógus.
- Nemesdicskén született 1733-ban Nehéz Imre (1733-1783) nyitrai kanonok.
- Nemesdicskén született 1770-ben Várady József (1770-1858) választott püspök.
- Nemesdicskén született 1780-ban Horhy Mihály (1780-1856) mezőgazdász.
- Itt hunyt el Lulicsek Izidor (1835–1909) esperes, plébános.
- Itt hunyt el Nécsey József (1842–1929), a verebélyi posta vezetője, gyűjtő, a lévai Barsi Múzeum az ő gyűjteményéből lett alapítva.
- Itt hunyt el Matej Buček(wd) (1884-1937) katolikus pap, író, politikus.[161]
- Itt hunyt el Zsák Lajos (Ľudovít Žák; 1891–1972) plébános, kanonok.
- Itt szolgált Esterházy Zsigmond (1626-1691) lovassági parancsnok, verebélyi kapitány, a jászkunok főkapitánya.
- Itt szolgált Berchtholdt Ferenc (1730–1793), az első besztercebányai püspök, 1780-tól állami tanácsadó.
- Itt szolgált Nedeczky Flóris (1812-1900) ügyvéd, prímási főügyész, az esztergomi főkáptalan uradalmának ügyésze, 1848-as honvéd százados.
- Itt szolgált Vincze Károly (1844-1923) esperes, plébános, kanonok.
- Itt szolgált František Richard Osvald (1845–1926) verebélyi káplán, szlovák római katolikus plébános, a Matica Slovenská elnöke.
- Itt szolgált Kraffszky József (1857-1923) esperes, plébános, kisdednevelési író.
- Itt szolgált Stampay János (1864–1960) tanár, iskolaigazgató, kántor, író.
- Itt szolgált Krammer Vilma (1894–?) tanár, tanulmányi felügyelő.
- Itt szolgált Rónay János (1894–1937) esperes, plébános, községi bíró.[162]
- Itt szolgált Czigány Imre (1917-1985) gímesi plébános, meghurcolt magyar pap.[163]
- Itt szolgált Matuska Pál (1917-1985) tiszteletbeli kanonok, esperes, plébános.
- Itt dolgozott Prokopp János (1825-1894) Esztergom város és megye mérnöke, érseki uradalmi mérnök.
- Itt élt Mila Haugová (1942) szlovák költő és műfordító.
- Itt élt Magdalena Sadlonová (1956) szlovák származású osztrák színésznő, író és műfordító.
- Itt élt Motesíky Árpád (1941-2021) felvidéki magyar vadászíró, újságíró.
- Itt tanult Šarlota Drahošová (1951) levéltáros, igazgató.
- Vargha László (1818–1862) piarista tanár[164]
- Janko Štúr (1827–1905) verebélyi hivatalnok, költő, néprajzi gyűjtő, kézirataiban Ľudovít Štúrra emlékezik
- Várady Imre (1827–1892) százados[165]
- Viktor Porubec verebélyi krónikás
- Sigrai János verebélyi várkapitány
- Verebélyi Mihály, a Hrussói vár (Castrum Nostrum Hurusov) tulajdonosa
- Doc. Imrich Godin (1907–1979) operaénekes, zenepedagógus
- Edita Brestenská (1920–2014) paleontológus
- Pavol Farkaš (1985–) labdarúgó

## Nevezetességei

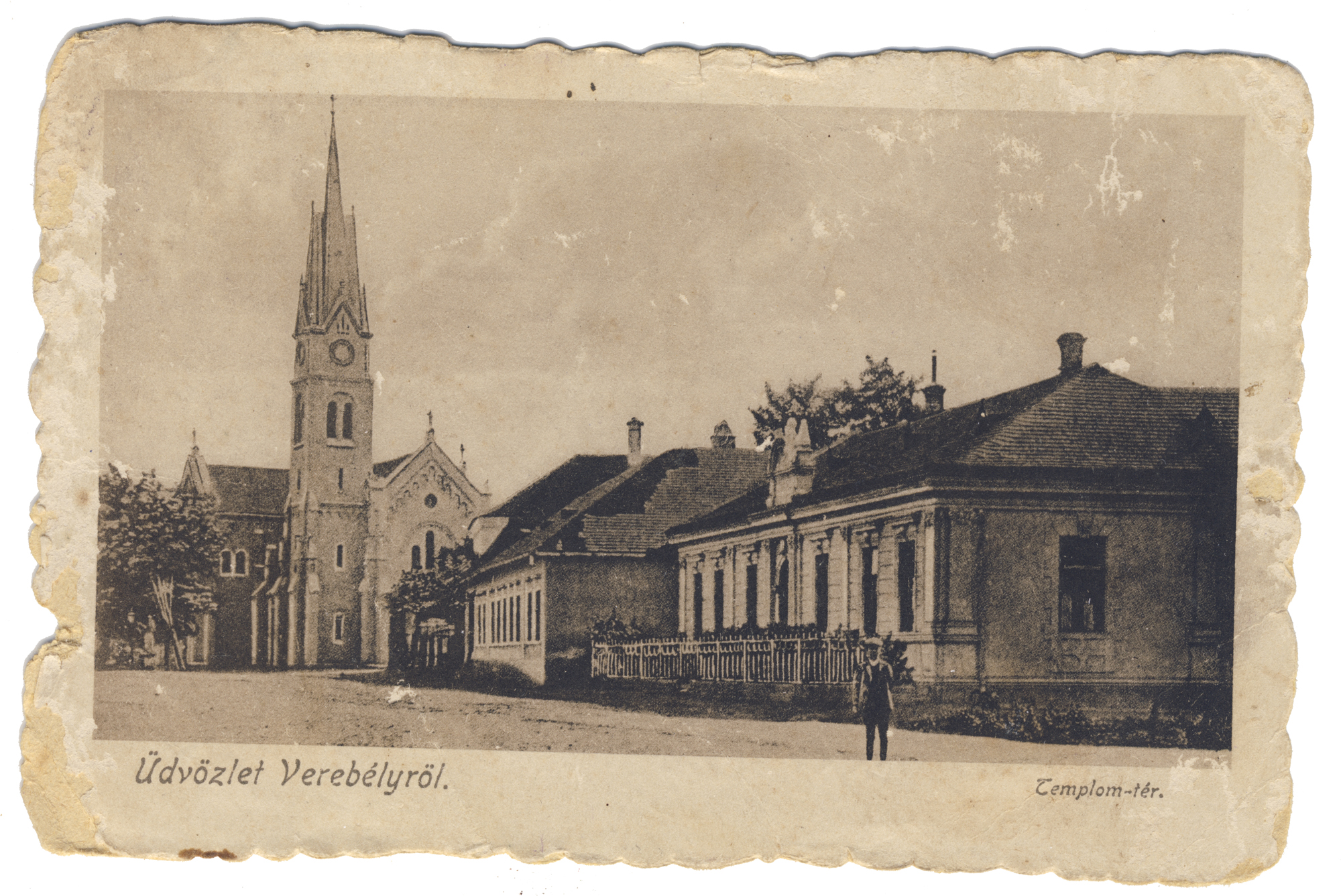
Verebély központja az első világháború idején
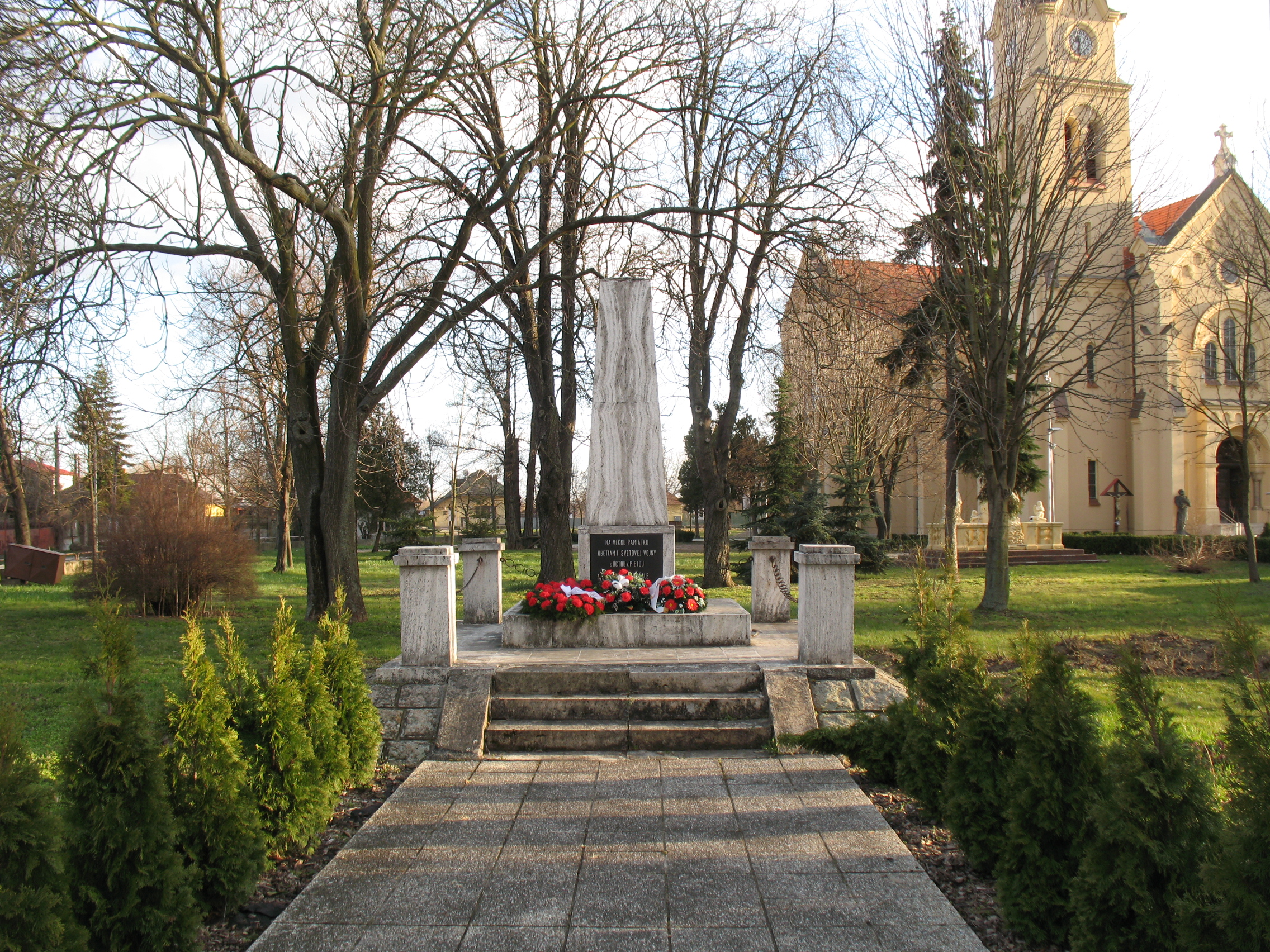
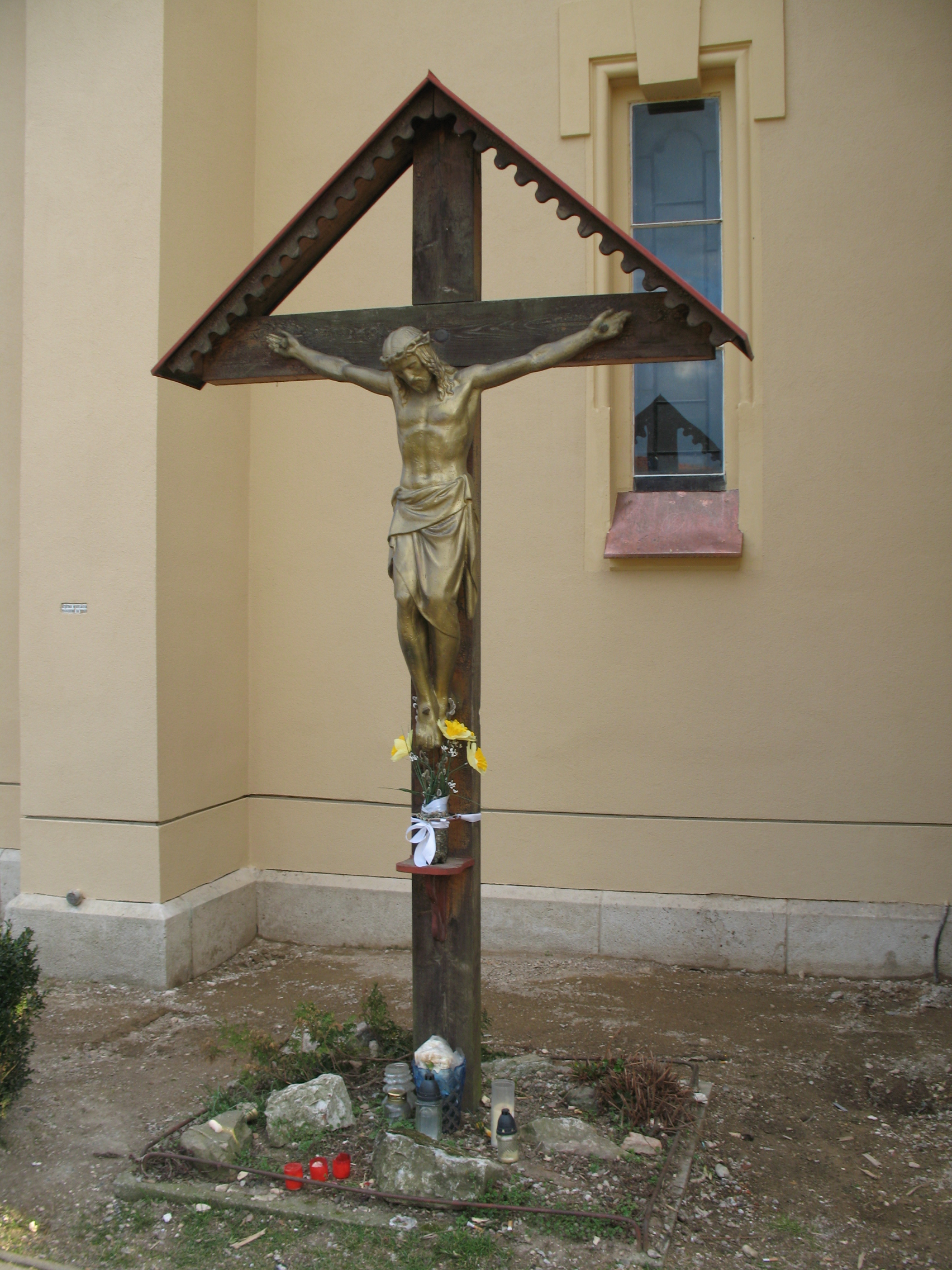
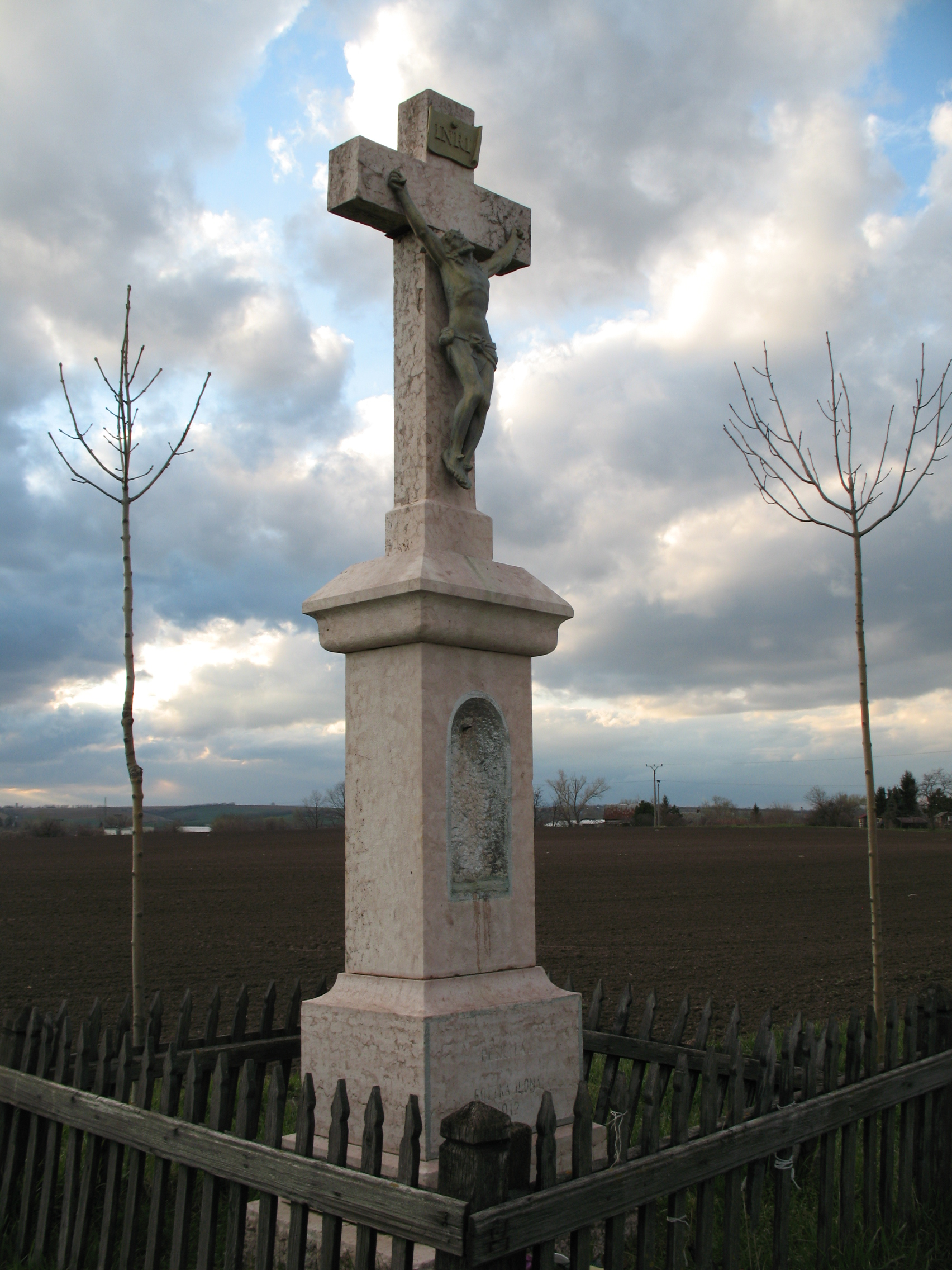
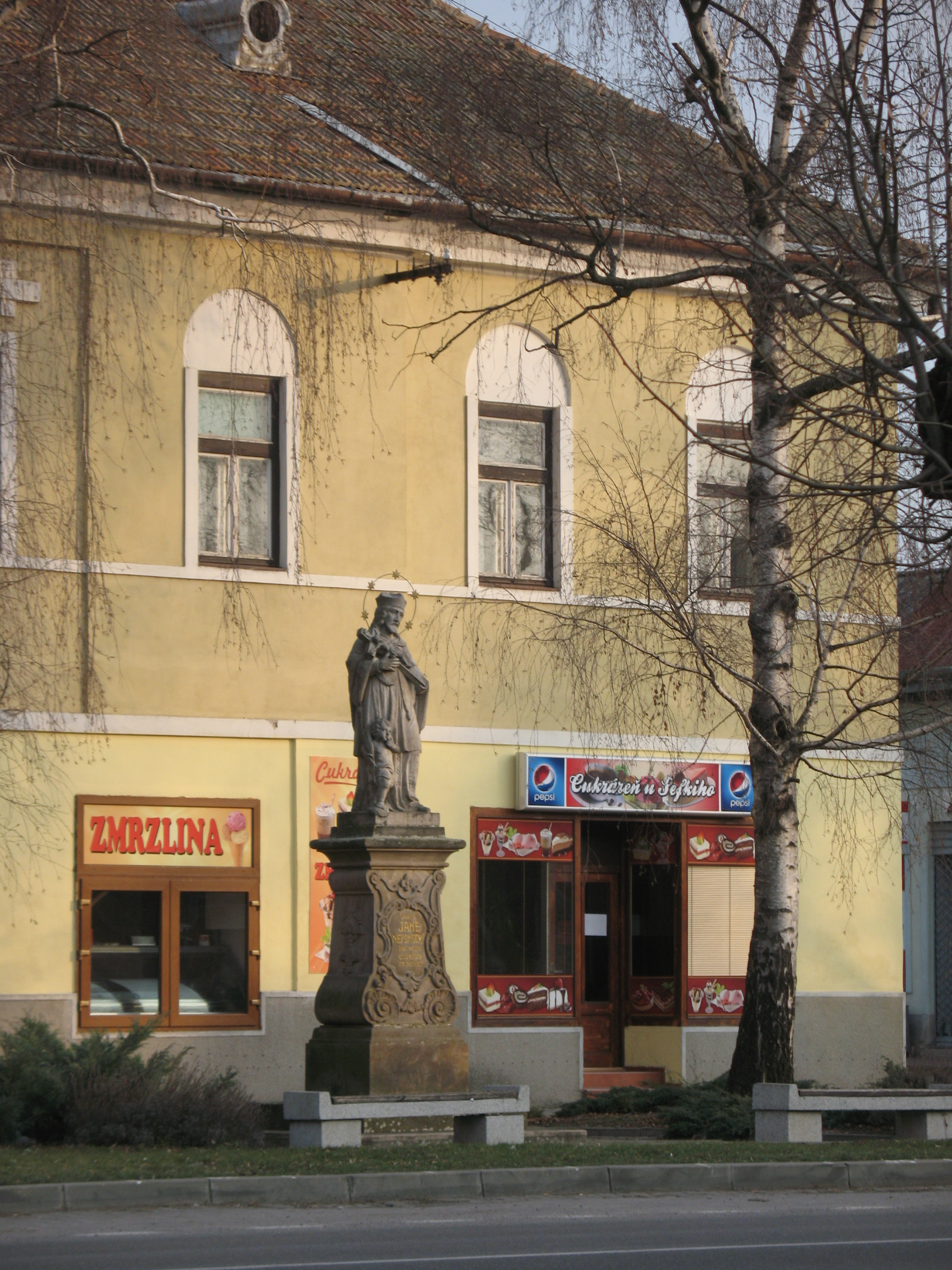
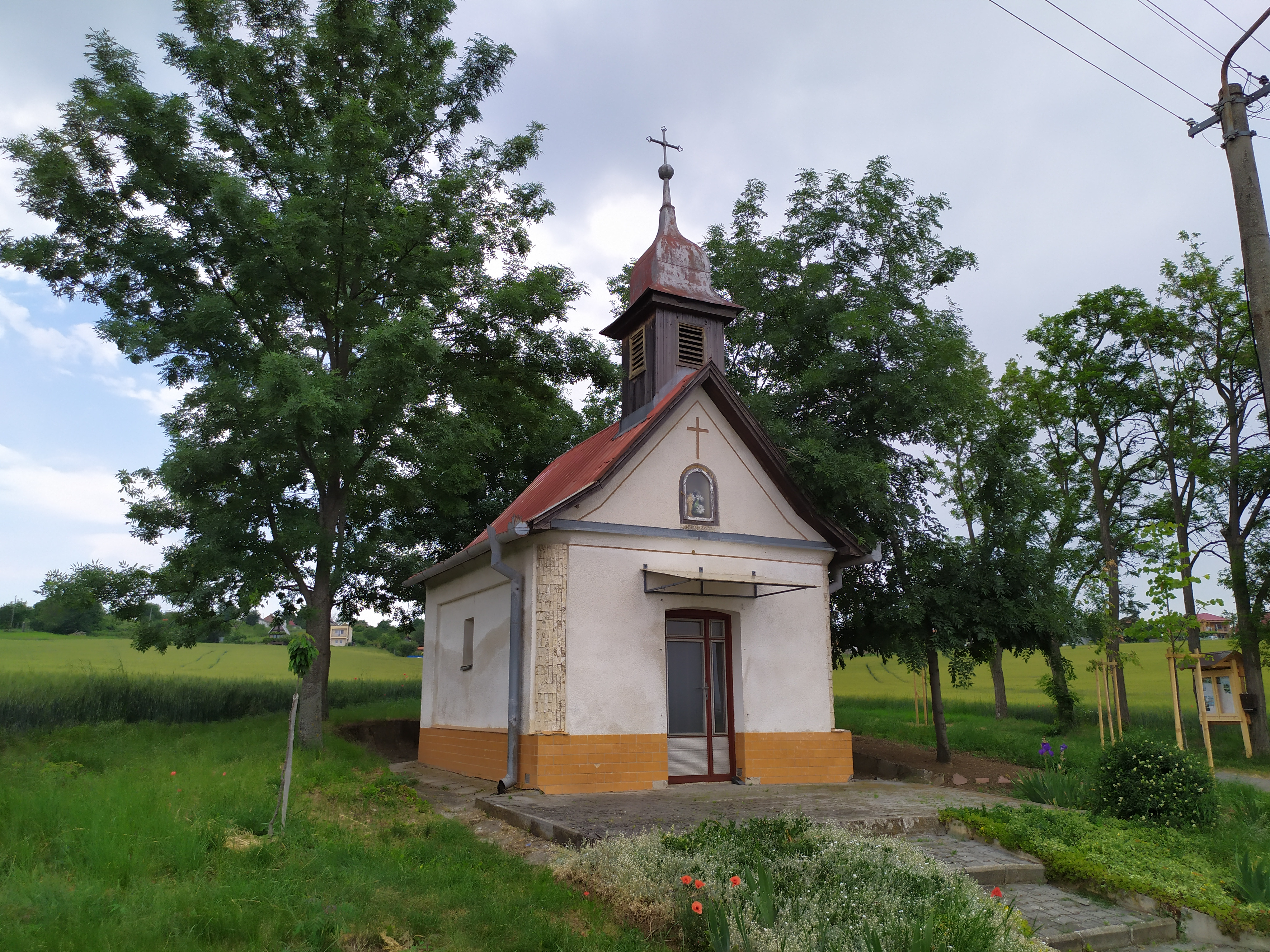

- A Nagyboldogasszony tiszteletére szentelt római katolikus temploma. A korábbi barokk templom nagymértékben sérült az 1845-ös tűzvészkor.[166]
- A 17. századi palánkvárának maradványai
- Későbarokk kápolnája a 18. század második felében épült.
- A Kálvária szobrai 1768-ban készültek.
- Az 1870-es években épített egykori Boronkai-kúria ma plébánia.
- Az egykori járási hivatal épülete 1926-ban épült.